# River Song
River Song es un personaje ficticio creado por Steven Moffat e interpretado principalmente por Alex Kingston en la serie de ciencia ficción británica Doctor Who. River Song fue presentada en la serie como una acompañante futura y experimentada del protagonista de la serie, el Doctor, un alienígena de la raza de los Señores del Tiempo que viaja a través del tiempo y el espacio en su TARDIS. Como River Song es también otra viajera del tiempo, sus aventuras con el Doctor ocurren desincronizadamente; su primer encuentro (según la perspectiva de la audiencia, que es la misma perspectiva que el Doctor), es el primer encuentro para él y el último para ella. En apariciones posteriores, River es una acompañante del Doctor en su undécima encarnación interpretada por Matt Smith. River Song fue creada por el guionista de Doctor Who Steven Moffat para la cuarta temporada de la serie en 2008, cuando el productor ejecutivo era Russell T Davies. Cuando Moffat sucedió a Davis en el cargo, comenzó a expandir el personaje, creando aventuras anteriores en la línea temporal de River, convirtiendo a Alex Kingston de una actriz invitada a una regular en la serie. Otras actrices han interpretado versiones más jóvenes del personaje, de bebé y niña hasta joven adulta.
Cuando el personaje fue presentado por primera vez, la mayor parten de su origen permaneció en el misterio. Tras esa aparición inicial, Davies la describió como "uno de los personajes más importantes" en la narración, y "vital" en la vida del Doctor. En la sexta temporada de 2011, los episodios de Moffat descubrieron más sobre el personaje. Nacida Melody Pond, River es la hija de los primeros acompañantes del Undécimo Doctor, Amy Pond (Karen Gillan) y Rory Williams (Arthur Darvill), junto a los cuales Kingston había aparecido varias veces en la quinta temporada de 2010. Al haber sido concebida a bordo de la TARDIS mientras viajaba por el vórtice del tiempo, Melody nació con trazas genéticas y habilidades similares a la raza del Doctor, los Señores del Tiempo.

## Apariciones

### Televisión
River Song aparece por primera vez en el capítulo doble de la cuarta temporada de Doctor Who, Silencio en la biblioteca / El bosque de los muertos (escrito por Steven Moffat en la era de Russell T Davies de la serie. Allí se encuentra con el Décimo Doctor (David Tennant) en el siglo LI, y afirma que es alguien en quien él confiará completamente. River, que lleva un traje espacial, tiene un diario decorado como la TARDIS con sus aventuras, y es profesora de arqueología, y logra convencer al Doctor de que en el futuro confiará en ella susurrando el nombre verdadero del Doctor en su oído. La aventura en la biblioteca es el último encuentro en vida de River con el Doctor en la cronología de ella, pero es el primer encuentro en la cronología de él. En el segundo episodio, sacrifica su vida para salvar a la gente atrapada en la base de datos de la biblioteca antes de que el Doctor fuera a hacer lo mismo. A cambio, él logra cargar su conciencia en el ordenador, donde ella podrá vivir en un mundo virtual creado por el ordenador de la biblioteca, junto con su equipo y la señorita Evangelista, muertos entre ambos episodios. Logra esto gracias a que usa un destornillador sónico que ella recibió del Doctor futuro. Según Moffat en el episodio correspondiente de Doctor Who Confidential, la pistola de River es la misma que previamente había llevado Jack Harkness (John Barrowman) en la primera temporada de la serie.
Después de que Moffat sucediera a Davies como productor ejecutivo de la serie, River Song apareció en la quinta temporada. En un punto anterior en la línea temporal de ella, en el capítulo de dos partes El tiempo de los ángeles/Carne y piedra, River se encuentra con el Undécimo Doctor (Matt Smith), con quien ella se siente más familiarizada. En este punto, River aún es doctora, y todavía no profesora. Deja coordenadas para el Doctor para que la encuentra y la pueda rescatar en el siglo LI, y con él investiga el estrellamiento de la nave espacial Byzantium. Ella misma muestra que está más capacitada para pilotar la TARDIS que el propio Doctor, y le revela que está en la Prisión de Stormcage por matar, en sus propias palabras, "al mejor hombre que nunca he conocido." Una versión todavía anterior de River aparece para ayudar al Doctor en el final de la temporada La Pandórica se abre/El Big Bang. Tras ser contactada en prisión por Winston Churchill (Ian McNeice), ella guía al Doctor al año 102 d. C. Mientras River viaja sola en la TARDIS, esta explota con River dentro. El Doctor, usando el manipulador del vórtice de River, logra salvarla y teletransportarla fuera. Después ella le ayuda a cerrar las grietas en el universo. Después de que el Doctor se borre a sí mismo de la historia para cerrar completamente las grietas, River ayuda a Amy Pond a recordar al Doctor y traerle de vuelta, dándole a Amy el diario ahora en blanco. Al final del episodio, River bromea con el Doctor cuando él le pregunta si ella está casada. Ella contesta ambiguamente que sí está casada, respondiendo sí a la pregunta fingiendo que la ha entendido como una proposición de matrimonio. Después le dice al Doctor que pronto averiguará la verdad sobre ella, diciéndole que después "todo cambiará".
En la apertura de la sexta temporada, El astronauta imposible / El día de la luna, River junto a los compañeros Rory Williams y Amy Pond, es contactada por una versión futura del Doctor para viajar a los Estados Unidos. Este Doctor es asesinado por un asaltante vestido de astronauta, y el trío le da un funeral vikingo. En 1969, el Doctor del presente y los acompañantes encuentran a una niña pequeña (Sydney Wade) que lleva el traje, y River dice al Doctor que es una unidad de soporte vital; el traje ha sido deseñado por el Silencio, una raza alienígena con poderes hipnóticos. Sin hogar, la niña aparece más tarde regenerándose en la ciudad de Nueva York en 1970. En Un hombre bueno va a la guerra, se revela que River es la hija de Amy y Rory, Melody Pond, concebida dentro de la TARDIS en vuelo y por tanto con ADN de Señor del Tiempo. La recién nacida Melody es secuestrada por Madame Kovarian para convertirse en un arma contra el Doctor. Matemos a Hitler establece que Melody fue entrenada por el Silencio para matar al Doctor. Tras regenerarse en Nueva York, Melody se convirtió en Mels (Maya Glace-Green), una amiga de la infancia de Rory y Amy que creció junto a ellos. Cuando la adulta Mels (Nina Toussaint-White) es disparada, se regenera en su siguiente encarnación (Kingston) y procede a asesinar al Doctor. Persuadida de que un día se convertirá en River Song, en quien el Doctor pondrá toda su confianza, Melody decide resucitarle utilizando toda su energía regenerativa, perdiendo todas sus regeneraciones en el proceso. El Doctor descubre, sin embargo, que es ella quien le mata en su futuro. El Doctor le regala un diario en blanco con la tapa de la TARDIS, y Melody, ahora River, se matricula para estudiar arqueología. Al final de Hora de cerrar, en el día que recibe el doctorado, el Silencio y Kovarian la vuelven a capturar y la meten en el traje espacial para que mate al Doctor tal y como la historia lo ha registrado. En el capítulo final, La boda de River Song, River se resiste a matar al Doctor, creando una realidad alternativa. El Doctor se casa con River y le convence de que vuelva al curso normal de los eventos, dejándola saber que piensa fingir su propia muerte; River entrará en prisión por el asesinato para confirmar el engaño.
Alex Kingston volvió al papel de River en el quinto episodio de la séptima temporada titulado Los ángeles toman Manhattan, emitido el 29 de septiembre de 2012. La última aparición de River hasta la fecha se produjo en el episodio final de la misma temporada, titulado El nombre del Doctor, situado ya cronológicamente después de su muerte en la Biblioteca y en el que aparece únicamente en forma fantasmal visible y tangible sólo para el Doctor y Clara Oswald.
Por último y para despedir al personaje, River hizo aparición en el especial de Navidad de 2015, donde el doctor le otorga su destornillador sónico y la lleva a ver las torres cantantes de Darillium.

### Otros medios
A la vez que la temporada de 2010, Alex Kingston interpretó a River Song narrando los "Monster Files" en la página web de la BBC, un documental sobre los monstruos de Doctor Who. En temporadas anteriores, esta serie había sido narrada por John Barrowman como Jack Harkness. En un serial especial exclusivo para DVD, Night and the Doctor, incluido en el pack de la serie de la temporada seis, River aparece en los episodios First Night y Last Night. Durante el serial, el Doctor intenta llevar a River de cita poco después de que ella vaya a prisión en Stormcage, pero su tiempo en la TARDIS es interrumpido por dos encarnaciones futuras de River, y todos tienen sospechas de "otra mujer" a bordo. El Doctor logra librarse de las dos Rivers futuras, no sin antes descubrir por su yo futuro que una de ellas está a punto de morir en la aventura de la biblioteca donde la conoció.
River, junto al undécimo Doctor, es uno de los dos personajes jugables  en el videojuego de PlayStation 3 de Doctor Who, The Eternity Clock. Kingston dio voz y proporcionó capturas de movimiento para el personaje. Respecto al papel de River en el juego, el productor Simon Harris explica que ella "se da cuenta de que lo que hay en su diario no es lo que ella escribió y que el Reloj de la Eternidad está jugando con su historia, así como con la historia de la Tierra".

## Caracterización

### Casting
Para el personaje de River Song, que Russell T Davies describió como "algo como la mujer del Doctor", la producción intentó contratar a Kate Winslet. Uno de los primeros papeles de Winslet había sido en una serie de drama adolescente de BBC 1, Dark Season, escrita por Davies. El personaje de River Song finalmente fue para Alex Kingston, conocida por aparecer en la popular serie norteamericana ER. Respecto al casting de Kingston, Davis dijo "¡La adoro!" Kingston había sido fan de Doctor Who de niña. Cuando la eligieron al principio, ella no esperaba que el papel se convirtiera en regular. Después supo que Moffat siempre había tenido pensado que Song volviera a hacer apariciones en el futuro. Kingston disfruta interpretando a una inusual mujer heroína de acción, y alaba al programa por su variedad de escenarios y oportunidades para "cumplir una de las fantasías de la infancia" jugando con pistolas láser y llevando vestuarios variados de una aparición a otra. Respecto a tener que hablar una jerga complicada tecnológica, ella dijo "He trabajado con un consultor médico en ER, que nos explicaba lo que estábamos diciendo, para que lo pudieramos decir de una forma veraz. ¡En Doctor Who no tengo ni idea de lo que significan algunas de mis frases!"
Hablando de su papel con Tennant y Catherine Tate (Donna Noble) en su episodio introductorio de 2008, Kingston dijo, "Simplemente hemos conectado. He hecho papeles invitados en otros programas, pero nunca he sentido un lazo tan caluroso." Respecto a trabajar con Kingston, Catherine Tate dijo, "Soy una gran fan de ER. Cuando tienes a la gente en un altar, resulta casi siempre una decepción cuando entran y son absolutamente normales. Pero Alex no es decepcionante en absoluto. Es una persona tan agradable." David Tennant dijo "Alex es tremenda. Cuando te cuenta historias sobre salir con George Clooney, sabes que es bastante genial."

### Concepción y desarrollo
El personaje fue originalmente creado únicamente para la trama de "Silencio en la biblioteca". Moffat sabía que el equipo de arqueólogos tenían que confiar en el Doctor, pero el papel psíquico del Doctor no podía explicar y convencer al equipo de por qué había aparecido en una biblioteca sellada. Así pues, Moffat pensó que el Doctor conociera a uno de los arqueólogos, pero entonces decidió que la idea era "floja", y en vez de eso decidió que uno de ellos le conociera a él. Cuando Kingston regresó a la serie, Moffat le explicó algunos detalles de la historia y conocimientos del personaje que no le dio a Smith, Gillan y Darvill hasta más tarde. Kingston cuenta que ella sabe que al personaje no pueden matarlo porque ya vimos su muerte en su primer episodio; cada aparición posterior suele estar más atrás en la historia personal del personaje. Moffat había planeado que River fuera hija de Amy y Rory desde "hace mucho tiempo", y usó "Pond" ("Estanque") como apellido de River para crear un enlace entre ella y River ("Río") Para el rodaje de la sexta temporada, Kingston sabía ya de la relación de River con Amy y Rory, mientras que el resto del reparto sólo lo supo al leer el guion a mitad de temporada de Un hombre bueno va a la guerra.
Moffat se inspiró en la novela romántica de ciencia ficción de Audrey Niffenegger La mujer del viajero en el tiempo, que describe a una mujer que se enamora y se casa con un hombre que se mueve sin control por el tiempo. Los amantes de Niffenegger experimentan una historia de amor tráfica y desincronizada. Comentó "Lo he usado bastante a propósito", aunque cita su episodio de 2006 La chica de la chimenea como el episodio en el que explora más a fondo el tema del libro. La propia Kingston compara al personaje con el de La mujer del viajero en el tiempo, y como Moffat, disfruta "retrocediendo" más y más con el personaje mientras la serie progresa. La tragedia para Song apuntada por El astronauta imposible / El día de la luna es que está avanzando hacia un punto en el que el Doctor no la conocerá ni confiará nunca más en ella. Kingston comenta, "Lo que Steven me explicó es que cada vez que River se encuentra con el Doctor por cualquier razón, ella nunca está segura al 100% de qué versiónd el Doctor se va a encontrar, ni de lo que ya han pasado juntos o no. Así que cada vez que vuelva, cada vez que vea a Matt, nunca sabré con seguridad dónde estamos en nuestra relación o que hemos revelado o qué conocemos de cada uno. Porque el viaje en el tiempo no es linear".
Kingston describe al personaje "como una Indiana Jones femenina" en el sentido de que ambos personajes son arqueólogos y tienen cualidades de héroes. También se inspiró en la interpretación de Sigourney Weaver como Ellen Ripley en la saga Alien, comentando que siempre había sentido "tanta envidia de ella por haber tenido ese tipo de papel." Kingston también alabó la forma en que la historia de amor entre River y el Doctor ha sido llevada, diciendo que "No estoy segura de que se hubiera logrado ese tipo de dinámica en América". Para Kingston la diferencia de edad física entre Matt y ella le añade éxito a la pareja, mientras que ella siente que los espectadores han respondido agradablemente al hecho de una mujer heroína de acción cuarentona. Matt Smith ha notado en su caracterización del Doctor que "River Song asusta al Doctor pero que él se encuentra extrañamente atraído por ella" y que "lo que la convierte en una gran acompañante es que cuando hace acto de presencia se desata el infierno".
Moffat ha dicho que River, como Jack Harkness, acompañante del noveno y décimo Doctor introducidos por Steven Moffat en 2005, es bisexual.

## Recepción
Un artículo publicado en Metro, titulado "Los fans de Doctor Who aman a River Song...", notó como la alabanza de los fanes en Twitter tras la emisión de El día de la luna se enfocó fuertemente en Song. En 2011, Laura Pledger de Radio Times listó a Kingston como la cuarta mejor estrella invitada de Doctor Who, escribiendo "Por mi dinero hemos visto demasiado de River en las dos últimas temporadas, pero no se puede negar que Kingston ha creado de Melody Pond un personaje memorable". Keith Phipps para The A.V. Club comparó la relación romántica del Doctor y River con El curioso caso de Benjamin Button, basada en el relato corto de F. Scott Fitzgerald, "quizá un poco más elegantemente, por mi dinero - refleja la angustia de cualquiera que ve el amor de alguien desvenecerse en las sombras de la demencia. No es una historia que acabe bien para River y ella lo sabe, cualquier flirteo alrededor del Doctor la remueve por dentro." Emily Nussbaum de The New Yorker sintió al personaje como "el alma gemela" del Doctor y describió a Alex Kingston como "chica mala".
Neela Debnath de The Independent alabó a Nina Toussaint-White por su papel como Mels, diciendo que ella era "en todo punto tan descarada y vivaracha como su encarnación posterior... fue una pena que regenerara tan rápido porque le dio una energía diferente al personaje". Sin embargo, Neil McCormick de The Daily Telegraph pensó que su repentina aparición como amiga de la infancia de Rory y Amy mostraba que Moffat estaba improvisando sobre la marcha. Charlie Anders de io9 sentía que River Song estaba "en su punto álgido" en algunos de los primeros episodios de Matt, donde era "generalmente una chica mala y misteriosa". Sin embargo, con La boda de River Song, Anders sintió que ella había perdido todo su misterio e independencia, y que su amor por el Doctor no era realista.
Mientras criticaba el estereotipo de los personajes de ciencia ficción británica femeninos, Krystina Nellis de The Guardian destacó a River Song junto a Gwen Cooper (Eve Myles) de Torchwood como descripciones positivas de personajes femeninos fuertes, diciendo: "Sería difícil encontrar dos supermujeres con menos necesidad de que un hombre las salve". Por su papel como River Song en la temporada de 2011 de Doctor Who, Alex Kingston ganó el premio a la mejor actriz en la edición de 2012 de los Premios SFX. En una encuesta de 2012 para la revista SFX para encontrar los 100 personajes femeninos más sexys de la ciencia ficción y el fantástico, River quedó en la posición 22. También fue incluida en la lista de AfterEllen.com de los 50 personajes femeninos favoritos de televisión, en el número 44. Character Options han lanzado juguetes oficiales de River Song como parte de su línea de Doctor Who. Cuando le dijeron que tenía su propio muñeco de acción, Kingston dijo que "no podía creerlo" ya que "no se consigue eso en ER".